# スカンダ

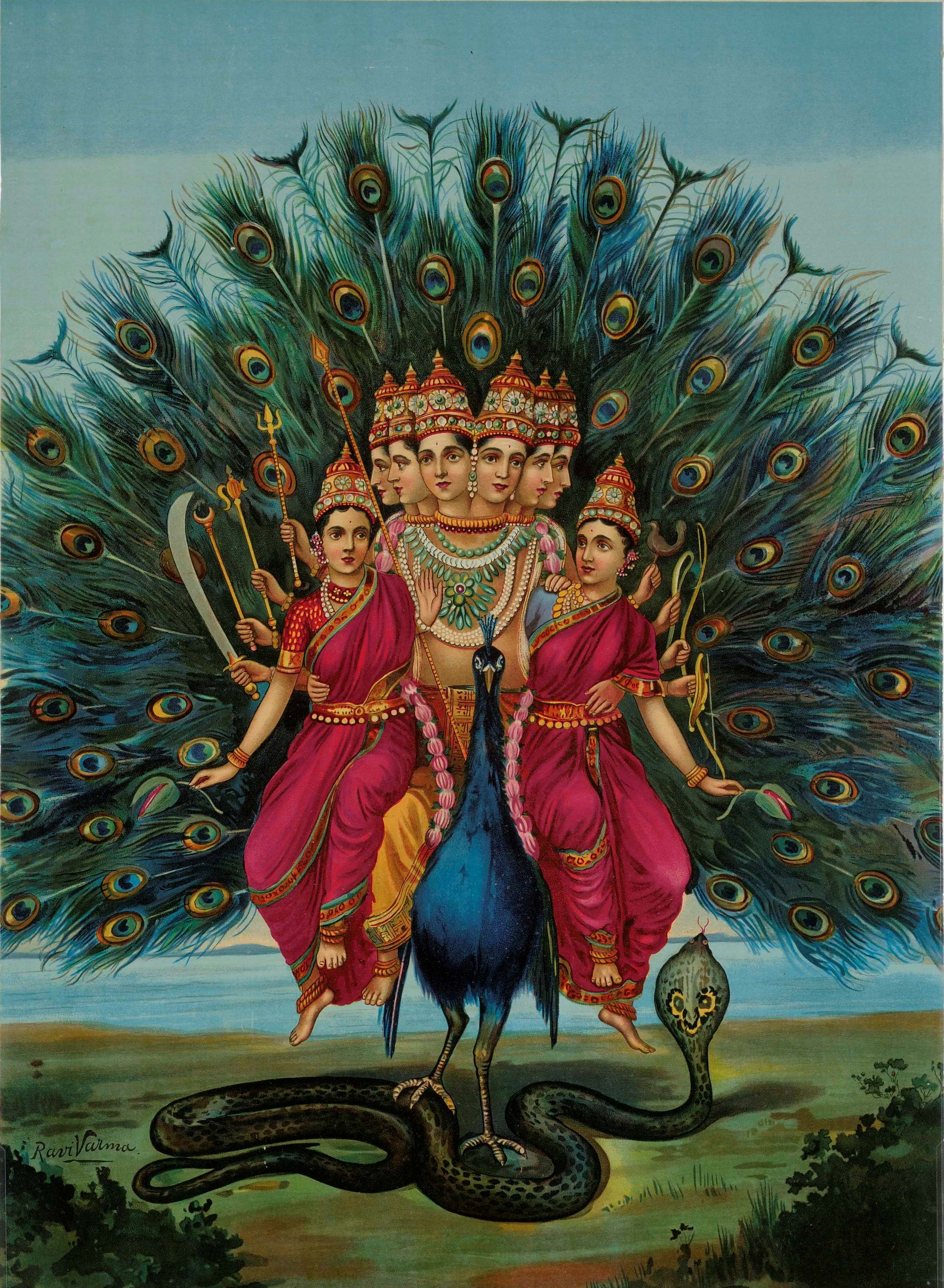
スカンダとその妻たち

スカンダ（サンスクリット語: स्कन्द、Skanda）、もしくはムルガン（タミル語: முருகன்、Murugan）は、ヒンドゥー教の軍神である。
父はシヴァ、母はデーヴァセーナー（パールヴァティー）もしくはガンガー（パールヴァティの妹）で、代理父がアグニ、代理母がスヴァーハー。軍神インドラに替わって新たな神軍の最高指揮官となる。
仏教にも伝わって韋駄天（異名クマーラからは鳩摩羅天）となった。

## 神名
カールッティケーヤ（サンスクリット語: कार्त्तिकेय、Kārttikeya、すばる星団）、クマーラ（サンスクリット語: कुमार、Kumāra、少年）、マハーセーナ（偉大なる戦士）、セーナーパティ（戦士の王）、グハ（神秘的な者）、シャクティダラ（槍を持つ者）、ターラカジット（ターラカの征服者）等と64の名を持つ。
N. Gopala Pillai は1937年に「スカンダ」という名がイスカンダル（アレクサンドロス大王）から転じたとする説を発表したが、アラビア語名のイスカンダルよりスカンダの方が古いため、この説が成立する可能性はほとんどない。

## 外見
6つの顔と12本の腕を備え、孔雀に乗り槍を持つ若い青少年の姿であらわされる。

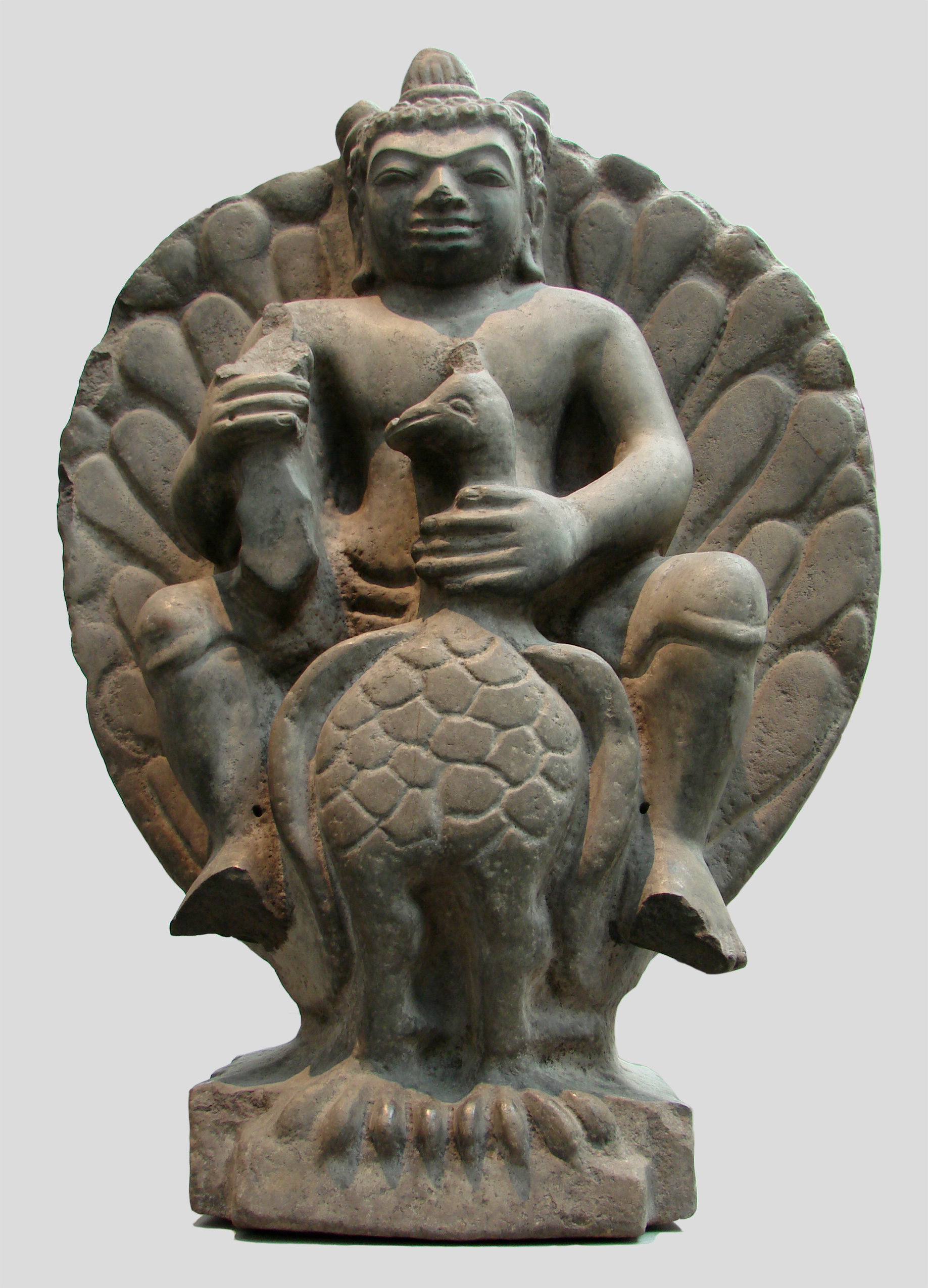
孔雀の背に乗るスカンダ カンボジア美術 ギメ東洋美術館蔵
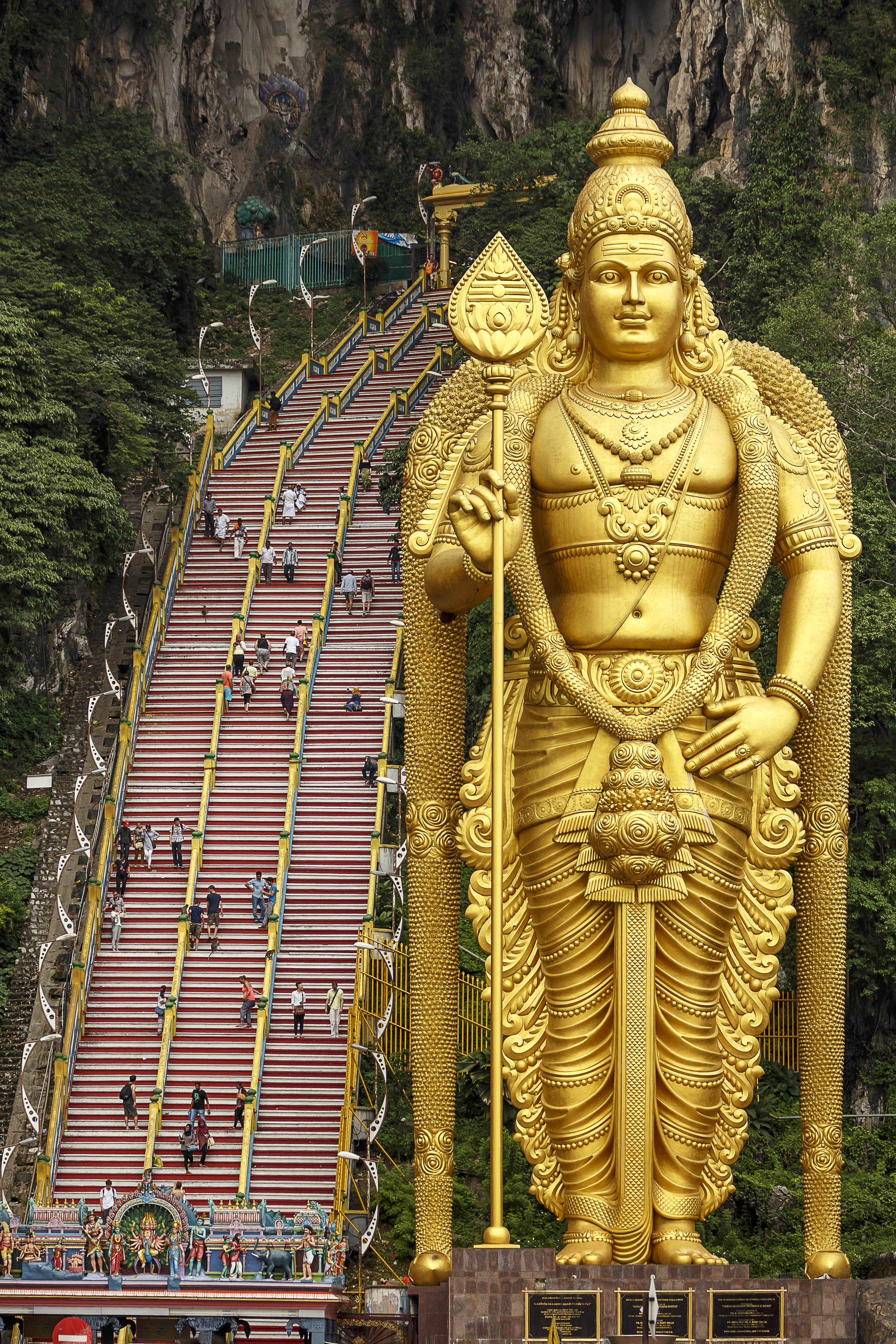
マレーシア、バトゥ洞窟のスカンダ像

## 神話
叙事詩『マハーバーラタ』によれば、アグニが7人の聖仙の妻たちに恋をしたが彼女たちとの不倫を自制していたところ、アグニを恋慕するスヴァーハーが6人の聖仙の妻の姿に順次化けてアグニを誘惑して6回の性交を果たし、その度にアグニの精液をアシュベータ山の黄金の穴に落とした。スヴァーハーは非常に貞操の固い7人目の聖仙の妻に化けることは失敗したが、6人の聖仙の妻に化けて実施したアグニとの計6回の性交によってアシュベータ山の黄金の穴からスカンダを誕生させる企みは成功した。6面12臂の神スカンダは生後4日で非常に強くなり、インドラが率いる神々の軍勢も打ち破ることはできなかったため、インドラは神軍最高指揮官の地位をスカンダに譲ったという。
やがてスカンダがシヴァ派のヒンドゥー教に吸収されると、アグニとスヴァーハーと性交している時にシヴァがアグニに乗り移り、同様にパールヴァティーがスヴァーハーに乗り移っていたので、スカンダはシヴァの息子であると解釈された。
スカンダが六面十二臂を持つ理由としてこのような異説がある。元々スカンダは6人兄弟だったが、パールヴァティーが彼等をあまりにかわいく感じて強く抱きしめた為、彼等は頭と腕の数はそのままに体が合体して一つになった。スカンダを見たパールヴァティーは強い母性愛を感じ、自然と母乳が流れ出した。
インドラとの確執はこれだけではない。ある時スカンダとインドラが互いの力をめぐって争いとなり、問題解決の為にカイラス山を周回する競走を行った。勝負は決したが二人は互いに勝利を譲らず、カイラス山に判定を求めた。カイラス山はインドラに有利な証言をしたため、怒ったスカンダが槍を投げつけてカイラス山を削り、削られた所がクラウンチャ峠になったという。

## 現代の信仰
現在スカンダ信仰は、インド南部のタミル人社会に強く存在し、その移民の地であるスリランカの他、シンガポール、マレーシアなどの東南アジアにおいても信仰されている。

## 配偶
戦争以外はあまり考えていない上女性すら近付けず、自分の神殿に女性が入ることすら拒む。カウマーリーまたはデーヴァセーナーという妻・パートナーがいる場合もある。